# You’re OK
A You're OK című dal a francia pop duó Ottawan második kimásolt kislemeze a D.I.S.C.O. című albumról. A dal francia változata T'es OK is szintén sláger volt. A dal slágerlistás helyezett volt.

## Tracklista
7" kislemez
 Németország (Carrere 2044 185)
1. "You're OK" - 3:22
2. "T'es OK" - 3:22

12" Maxi
 Franciaország (Carrere 8084)
1. "T'es OK" - 5:10
2. "Comme Aux U.S.A." - 4:50

## Slágerlista
| Slágerlista 1980   | Legmagasabb helyezés |
| ------------------ | -------------------- |
| Németország        | 17                   |
| Egyesült Királyság | 56                   |

## Külső hivatkozások
- Élő felvétel[5]
- Dalszöveg You're Ok[6]
- Dalszöveg T'es OK[7]